# Never knew love like this before
Never knew love like this before is een single van Stephanie Mills uit 1980. Het was de tweede single afkomstig van haar album Sweet sensation. Het nummer is geschreven door James Mtume en Reggie Lucas, die tevens respectievelijk toetsinstrumenten en gitaar speelden in het nummer. Het lied kreeg een Grammy Award voor beste vrouwelijke R&B-zangeres; de componisten voor beste R&B-lied.
Het plaatje stond 25 weken lang in de Billboard Hot 100 en haalde uiteindelijk de zesde plaats. In de Britse top 50 haalde Mills de vierde plaats in veertien weken. In de Nederlandse Top 40 stond het nummer één week op de eerste plaats. In Vlaanderen hield Barbra Streisand haar van de eerste plaats af door Woman in love. 
Een aantal artiesten nam het nummer als cover op, maar geen enkele evenaarde het succes van Mills. 

## Hitnoteringen

### Nederlandse Top 40
| Hitnotering: 25-10-1980 t/m 10-01-1981 | Hitnotering: 25-10-1980 t/m 10-01-1981 | Hitnotering: 25-10-1980 t/m 10-01-1981 | Hitnotering: 25-10-1980 t/m 10-01-1981 | Hitnotering: 25-10-1980 t/m 10-01-1981 | Hitnotering: 25-10-1980 t/m 10-01-1981 | Hitnotering: 25-10-1980 t/m 10-01-1981 | Hitnotering: 25-10-1980 t/m 10-01-1981 | Hitnotering: 25-10-1980 t/m 10-01-1981 | Hitnotering: 25-10-1980 t/m 10-01-1981 | Hitnotering: 25-10-1980 t/m 10-01-1981 | Hitnotering: 25-10-1980 t/m 10-01-1981 | Hitnotering: 25-10-1980 t/m 10-01-1981 |
| Week:                                  | 1                                      | 2                                      | 3                                      | 4                                      | 5                                      | 6                                      | 7                                      | 8                                      | 9                                      | 10                                     | 11                                     |                                        |
| -------------------------------------- | -------------------------------------- | -------------------------------------- | -------------------------------------- | -------------------------------------- | -------------------------------------- | -------------------------------------- | -------------------------------------- | -------------------------------------- | -------------------------------------- | -------------------------------------- | -------------------------------------- | -------------------------------------- |
| Positie:                               | 19                                     | 10                                     | 8                                      | 3                                      | 2                                      | 1                                      | 2                                      | 3                                      | 8                                      | 23                                     | 38                                     | uit                                    |

### NederlandseSingle Top 100
| Hitnotering: 01-11-1980 t/m 17-01-1981 | Hitnotering: 01-11-1980 t/m 17-01-1981 | Hitnotering: 01-11-1980 t/m 17-01-1981 | Hitnotering: 01-11-1980 t/m 17-01-1981 | Hitnotering: 01-11-1980 t/m 17-01-1981 | Hitnotering: 01-11-1980 t/m 17-01-1981 | Hitnotering: 01-11-1980 t/m 17-01-1981 | Hitnotering: 01-11-1980 t/m 17-01-1981 | Hitnotering: 01-11-1980 t/m 17-01-1981 | Hitnotering: 01-11-1980 t/m 17-01-1981 | Hitnotering: 01-11-1980 t/m 17-01-1981 | Hitnotering: 01-11-1980 t/m 17-01-1981 | Hitnotering: 01-11-1980 t/m 17-01-1981 |
| Week:                                  | 1                                      | 2                                      | 3                                      | 4                                      | 5                                      | 6                                      | 7                                      | 8                                      | 9                                      | 10                                     | 11                                     |                                        |
| -------------------------------------- | -------------------------------------- | -------------------------------------- | -------------------------------------- | -------------------------------------- | -------------------------------------- | -------------------------------------- | -------------------------------------- | -------------------------------------- | -------------------------------------- | -------------------------------------- | -------------------------------------- | -------------------------------------- |
| Positie:                               | 25                                     | 9                                      | 6                                      | 2                                      | 5                                      | 4                                      | 4                                      | 4                                      | 13                                     | 33                                     | 44                                     | uit                                    |

### VlaamseRadio 2 Top 30
| Hitnotering: 01-11-1980 t/m 03-01-1981 | Hitnotering: 01-11-1980 t/m 03-01-1981 | Hitnotering: 01-11-1980 t/m 03-01-1981 | Hitnotering: 01-11-1980 t/m 03-01-1981 | Hitnotering: 01-11-1980 t/m 03-01-1981 | Hitnotering: 01-11-1980 t/m 03-01-1981 | Hitnotering: 01-11-1980 t/m 03-01-1981 | Hitnotering: 01-11-1980 t/m 03-01-1981 | Hitnotering: 01-11-1980 t/m 03-01-1981 | Hitnotering: 01-11-1980 t/m 03-01-1981 | Hitnotering: 01-11-1980 t/m 03-01-1981 | Hitnotering: 01-11-1980 t/m 03-01-1981 |
| Week:                                  | 1                                      | 2                                      | 3                                      | 4                                      | 5                                      | 6                                      | 7                                      | 8                                      | 9                                      | 10                                     |                                        |
| -------------------------------------- | -------------------------------------- | -------------------------------------- | -------------------------------------- | -------------------------------------- | -------------------------------------- | -------------------------------------- | -------------------------------------- | -------------------------------------- | -------------------------------------- | -------------------------------------- | -------------------------------------- |
| Positie:                               | 15                                     | 9                                      | 6                                      | 2                                      | 3                                      | 3                                      | 2                                      | 4                                      | 6                                      | 15                                     | uit                                    |

### NPO Radio 2 Top 2000
Never Knew Love Like This Before stond alleen in 1999 in de NPO Radio 2 Top 2000, op plek 1871.